# Хорацио Остин
Вижте пояснителната страница за други личности с името Остин.
Сър Хорацио Томас Остин (на английски: Horatio Thomas Austin) е английски флотски офицер, вицеадмирал, полярен изследовател.

## Произход и военна кариера (1800 – 1850)
Роден е на 10 март 1800 година в Англия. Едва 13-годишен, на 8 април 1813 постъпва на служба в Кралския военноморски флот и на 9 септември 1822 е произведен в първи офицерски чин – лейтенант.
През 1827 г. като командир на 370-тонния кораб „Фурия“ (на английски: „Fury“), взема участие в полярната експедиция на Уилям Едуард Пари. На 12 декември 1827 е назначен за първи помощник на кораба „Шантеклер“ (на английски: „Chanticleer“), на който повече от три години плава под командването на капитан Хенри Фостер край бреговете на Антилските о-ви.
На 26 май 1831 г. е произведен в чин командор и от 1832 до 1834 командва кораба „Саламандър“ край бреговете на Португалия.
На 30 януари 1834 г. е назначен за командир на кораба „Медея“, с който до ноември 1838 плава в Средиземно море. На 28 юни 1838 е произведен в чин капитан и на 19 ноември същата година става командир на кораба „Циклоп“, с който през 1840 взима участие в Сирийската кампания. От май до септември 1843 със същия кораб участва в ескадра, която съпровожда кралица Виктория и принц Алберт към бреговете на Франция и Белгия.
От 8 ноември 1843 до 19 септември 1845 командва артилерийския кораб „Тартарус“, а след това до 25 януари 1848 – кралската яхта „Уилям и Мери“. От януари 1848 до февруари 1850 командва 74-оръдейния кораб „Бленъм“ (на английски: „Blenheim“).

## Експедиционна дейност (1850 – 1851)
През 1850 – 1851 г. е назначен за командващ на флотилия от четири кораба (два ветроходни „Резолюшън“ и „Асистанс“ и два винтови парахода) за търсене на изчезналата експедиция на Джон Франклин в района на Канадския арктичен архипелаг. По време на експедицията отрядите на Еразъм Омани, Шерард Осбърн, Франсис Макклинток и лейтенант Браун извършват важни открития в архипелага.

## Следващи години (1851 – 1865)
През 1854 г. е назначен за суперинтендант на корабостроителницата в Дептфорд (церемониално графство Голям Лондон), а през 1863 – 1864 – заема същата длъжност в корабостроителницата на остров Малта.
На 28 ноември 1857 г. е произведен в чин контраадмирал, а на 20 ноември 1864 – във вицеадмирал. През март 1865 г., няколко месеца преди смъртта си, му е присъдено рицарско звание за заслуги към Британската империя.
Умира на 16 ноември 1865 година в Лондон на 65-годишна възраст.

## Памет
Неговото име носят:
- залив Остин (68°33′ с. ш. 113°10′ з. д. / 68.55° с. ш. 113.166667° з. д.) на южното крайбрежие на остров Виктория, Канадски арктичен архипелаг;
- нос Остин (75°34′ с. ш. 95°36′ з. д. / 75.566667° с. ш. 95.6° з. д.) на северния бряг на остров Корнуолис, Канадски арктичен архипелаг;
- проток Остин (75°26′ с. ш. 103°16′ з. д. / 75.433333° с. ш. 103.266667° з. д.) в Канадския арктичен архипелаг, разделящ островите Батърст на североизток и Байам Мартин на югозапад.

На името на лейтенант Браун е кръстен залив Браун (73°08′ с. ш. 97°30′ з. д. / 73.133333° с. ш. 97.5° з. д.) на североизточното крайбрежие на остров Принц Уелски в Канадския арктичен архипелаг.